# Neutra Office Building

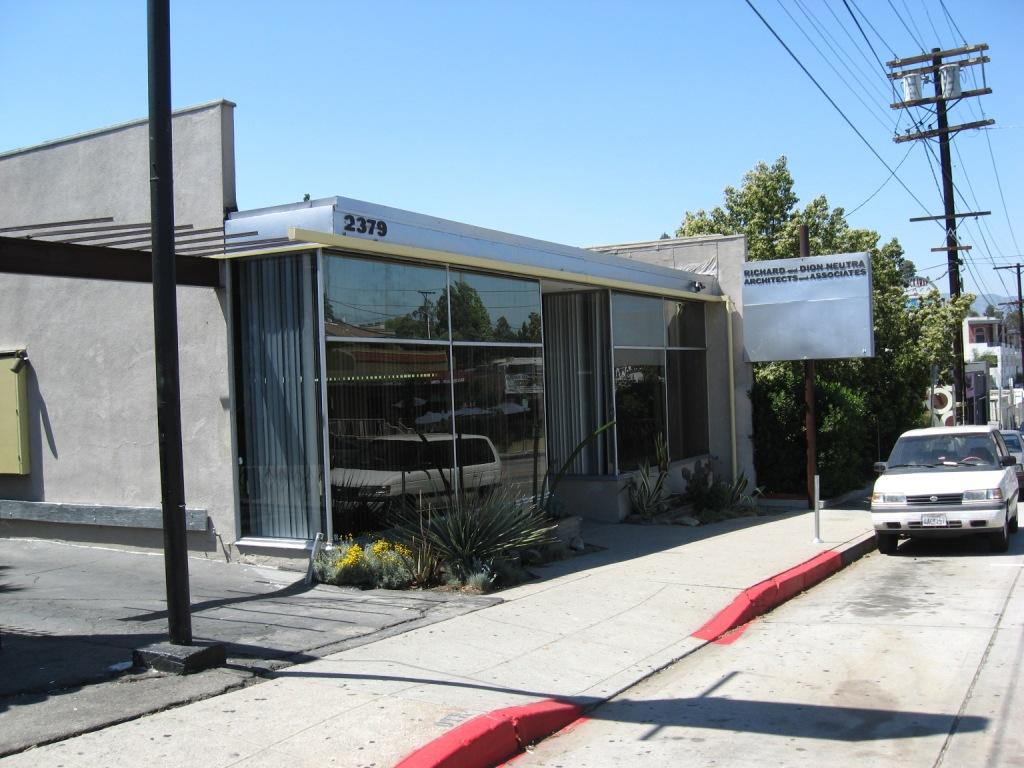
Neutra Office Building

Das Neutra Office Building ist ein von dem österreichischen Architekten Richard Neutra (1892–1970) entworfenes Wohn- und Bürohaus in Los Angeles, Kalifornien. 

## Beschreibung
Das Gebäude der Klassischen Moderne wurde 1950 am Glendale Boulevard errichtet. Am Bau beteiligt war auch Neutras Sohn Dion Neutra. Das zweigeschossige Gebäude hat eine Grundfläche von 450 m². Es verfügt über zwei Wohneinheiten, zwei Konferenzräume sowie Empfangsbereiche. Die Ausstattung aus den 1950er Jahren ist erhalten.
In einem Studio führte Neutra sein Architekturbüro bis zu seinem Tod im Jahr 1970. Dion Neutra übernahm das Haus und benutzte es bis in die 1990er Jahre als Architekturbüro. 
Das Neutra Office Building steht seit 2000 auf der Denkmalliste von Los Angeles und wurde am 8. März 2004 dem National Register of Historic Places (NRHP) hinzugefügt. 2006 bot Dion Neutra das Gebäude für 3,5 Millionen Dollar zum Verkauf an.